# Itapotihyla langsdorffi
Itapotihyla langsdorffii és una espècie d'amfibis de la família dels hílids. És monotípica del gènere Itapotihyla. Habita a l'Argentina, Brasil i Paraguai. Els seus hàbitats naturals inclouen boscos tropicals o subtropicals secs i a baixa altitud, aiguamolls d'aigua dolça i corrents intermitents d'aigua. Està amenaçada d'extinció per la destrucció del seu hàbitat natural.